# 1972年ミュンヘンオリンピックの北朝鮮選手団
1972年ミュンヘンオリンピックの北朝鮮選手団（1972ねんミュンヘンオリンピックのきたちょうせんせんしゅだん）は、1972年8月26日から9月11日にかけて西ドイツのミュンヘンで開催された1972年ミュンヘンオリンピックの北朝鮮選手団、およびその競技結果。

## 概要
今大会は金メダル1個、銀メダル1個、銅メダル3個、合計5個のメダルを獲得した。

## メダル
| メダル | 選手名         | 競技 | 種目           |
| ------ | -------------- | ---- | -------------- |
| 銀     | キム・ヨンイク | 柔道 | 男子63kg以下級 |